# Villejésus
Villejésus ist eine Ortschaft und eine ehemalige französische Gemeinde mit 526 Einwohnern (Stand: 1. Januar 2022) im Département Charente in der Region Nouvelle-Aquitaine. Sie gehörte zum Arrondissement Confolens und zum Kanton Charente-Nord. Die Einwohner werden Villesalénois genannt.
Mit Wirkung vom 1. Januar 2019 wurden die ehemaligen Gemeinden Aigre und Villejésus zur namensgleichen Commune nouvelle Aigre zusammengeschlossen und haben in der neuen Gemeinde der Status einer Commune déléguée. Der Verwaltungssitz befindet sich im Ort Aigre.

## Geographie
Villejésus liegt etwa 28 Kilometer nordnordwestlich von Angoulême und wird umgeben von den Nachbarorten Ébréon im Norden, Tusson im  Norden und Nordosten, Fouqueure im Osten und Südosten, Marcillac-Lanville im Süden, Aigre im Süden und Südwesten, Oradour im Westen sowie Saint-Fraigne im Nordwesten.

## Bevölkerungsentwicklung
| Jahr                      | 1793  | 1856  | 1901 | 1962 | 1968 | 1975 | 1982 | 1990 | 1999 | 2006 | 2013 |
| Einwohner                 | 1.012 | 1.160 | 769  | 542  | 531  | 511  | 491  | 550  | 544  | 550  | 536  |
| Quelle: Cassini und INSEE |       |       |      |      |      |      |      |      |      |      |      |

## Sehenswürdigkeiten
- Tumuli Pierre Rousse
- Kirche Notre-Dame aus dem 12. Jahrhundert

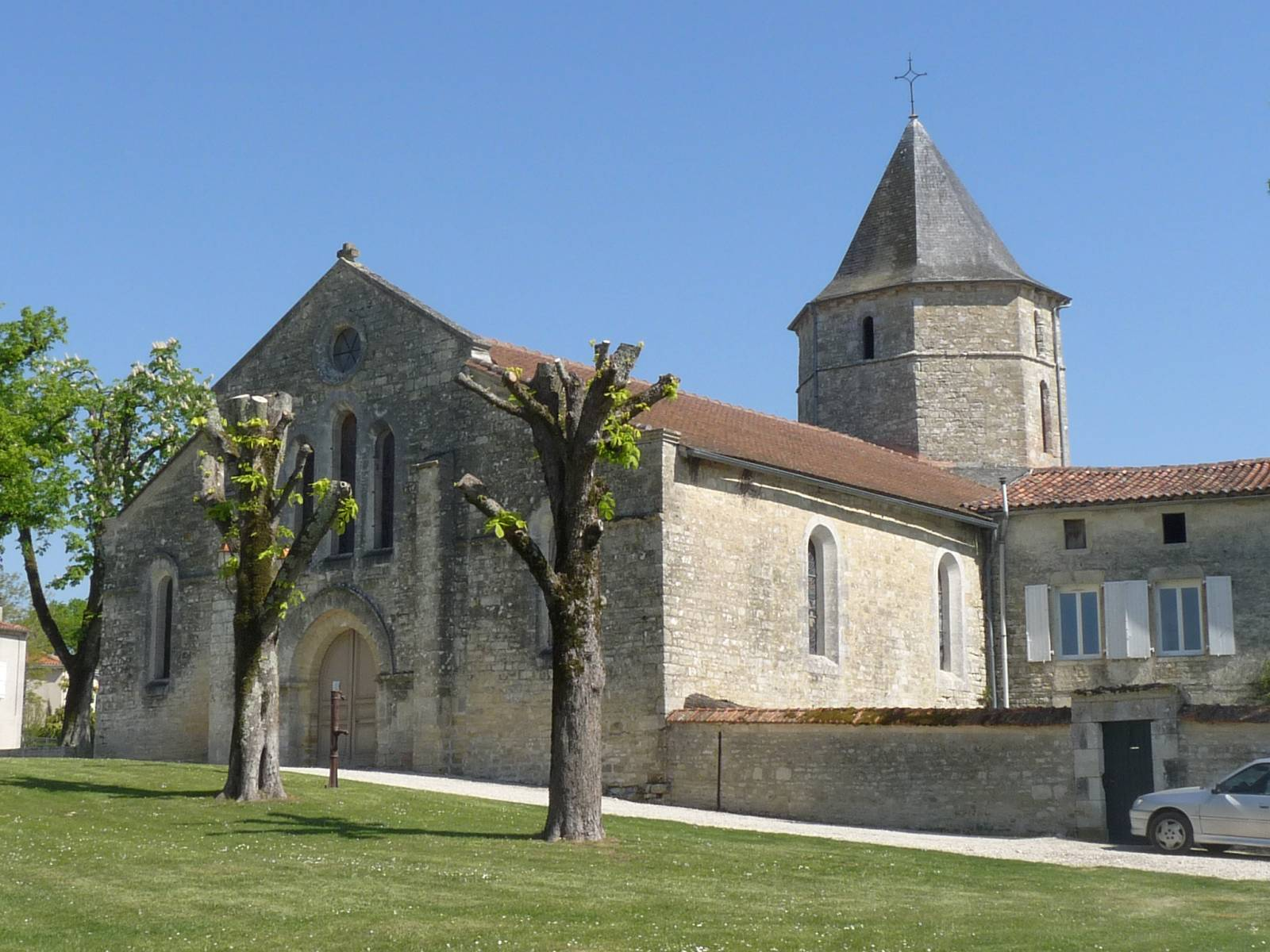
Kirche Notre-Dame